# کارگری روزمزدی

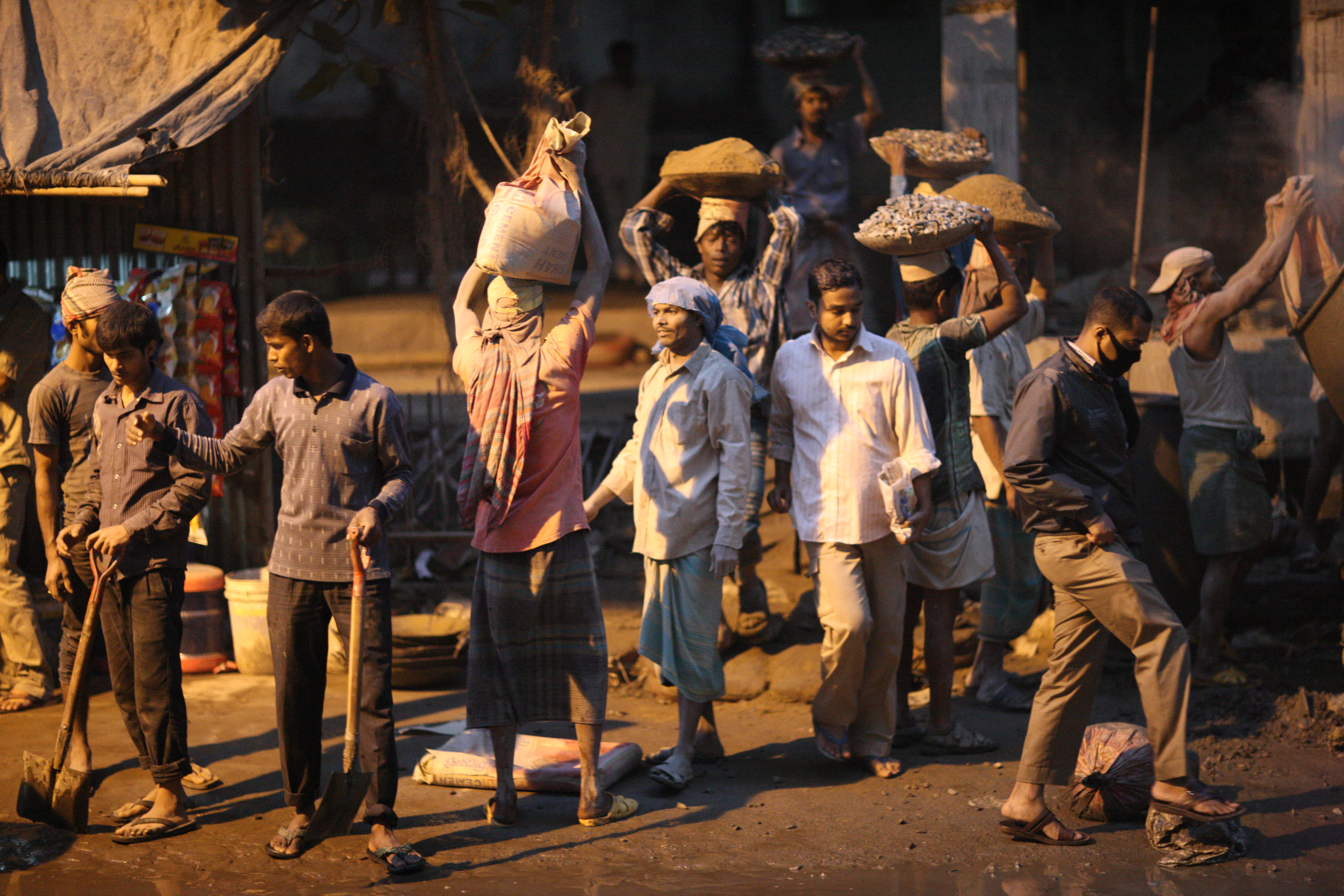
کارگران ساختمانی روزمزد در چیتاگونگ بنگلادش

کارگری روزمزد یا روزمزدی نوعی کار حق‌الزحمه‌ای است که کارگر در آن دستمزدش را روز به روز بر اساس کاری که انجام می‌دهد دریافت می‌کند، بدون اینکه تضمینی برای ادامهٔ کار در فردا وجود داشته باشد.